# Lermontov
Lermontov é uma cidade na Rússia, no Krai de Stavropol. 
A cidade recebi o seu nome em homenagem literato Mikhail Lérmontov.

## Esporte
A cidade de Lermontov é a sede do Estádio Beshtau e do FC Beshtau Lermontov, que participou do Campeonato Russo de Futebol.